# Erioptera angolana
Erioptera angolana är en tvåvingeart som beskrevs av Alexander 1963. Erioptera angolana ingår i släktet Erioptera och familjen småharkrankar.
Artens utbredningsområde är Angola. Inga underarter finns listade i Catalogue of Life.